# وایت راش
وایت راش یا حمله سفید (به انگلیسی: White Rush) یک فیلم سینمایی آمریکایی محصول سال ۲۰۰۳ میلادی به کارگردانی مارک ال. لستر است. داستان فیلم مربوط به گروهی از زوج‌های توریستی جوان است که با یک خرید و فروش مواد مخدر روبرو هستند.

## بازیگران اصلی
- جاد نلسن در نقش برایان ناتانسون
- تریشا هلفر
- ساندرا ویدال
- دبورا زو
- سانتینو راموس
- لوئیس ماندیلور

## تولید
فیلمبرداری در سالت‌لیک‌سیتی انجام شده‌است.